# Gigérine
Pour les articles homonymes, voir Barbarine.
Citrullus amarus
Espèce
Synonymes
- Citrullus caffer (Schrad.)
- Citrullus lanatus var. caffer (Schrad.) Mansf.
- Citrullus lanatus var. citroides (L.H. Bailey.) Mansf.
- Citrullus vulgaris var. citroides L.H.Bailey[2]

La méréville, la gigérine ou le citre (Citrullus amarus Schrad.) est une espèce de plantes à fleurs de la famille des Cucurbitaceae. C’est une plante herbacée annuelle, à tige rampante, dont le fruit ressemble extérieurement à la pastèque. Originaire  d’Afrique australe, elle est connue dans ces pays sous le nom de tsamma, vocable venant du khoïkhoï, ou sous le nom de makataan, dans la langue tswana pour une variété aux fruits plus gros.
Une forme à chair douce originaire du Kalahari a été sélectionnée et de nos jours est cultivée dans de nombreuses régions du monde. En France cependant, elle ne l’est pratiquement plus, car c’était une plante des jardins familiaux.  Sa chair est de texture quelque peu spongieuse mais très juteuse et douce, rose à rose rouge vif, alors que celle de la forme sauvage est assez dure, blanche, ou blanc-verdâtre, fade ou amère.
Avec la chair de la citre assez fade, on fait en France des confitures jaunes clair, aromatisée avec du cognac ou du pineau (dans les Charentes), de la vanille, du zeste de citron, de la cannelle ou de la badiane. On peut aussi en faire de la gelée ou des fruits confits.
Longtemps les botanistes et agronomes ont cru que la pastèque (Citrullus lanatus) descendait d’elle, mais les travaux de phylogénie moléculaire des années 2015-2021 ont montré que ce n’était pas le cas.

## Noms vernaculaires
Le mot citre est répertorié dans le Trésor de la langue française informatisé, sous la définition de « variété de pastèque ». En 1605, Olivier de Serres connait cette plante mais n’en fait que peu de cas, se limitant à l’usage médicinal de ses graines et à l'usage agro-alimentaire de sa chair, juste bonne pour nourrir les cochons.
Le melon d’eau de Barbarie, en provençal, citro barbaresco, « est fort commun en Espagne, en Italie et sur les côtes Barbaresques, a dans sa maturité une pulpe sucrée fade et fondante dont les pépins sont rouges ou bruns » (Dictionnaire provençal-français, L. Boucoiran, 1875).
L’espèce Citrullus amarus Schrad. possède selon GRIN-Global de l’USDA, les noms communs français suivants: citre, méréville, pastèque à cuire, pastèque fourragère.
Elle est aussi appelée localement:
- courge gigerine, gigérine ou gingérine, courge barbarine dans le sud de la France, bien qu'elle ne soit pas une courge au sens strict du terme. La locution courge gigerine est dérivée de Gigéri l'ancien nom de Djidjelli (ou Jijel), en Algérie, de même que barbarine est dérivé de Barbarie (voir figue de Barbarie), Gigéri se trouvant en Barbarie.
- citre dans l'arrondissement d'Apt,
- méréville (merveille) dans celui de Carpentras[4],
- melon d'eau (ou melon de Moscovie ?) en Charentes, servant à faire des confitures[5]
- melons d'Espagne en Gironde ou dans le Périgord[n 5]
- En Savoie et dans l'Ain on utilisait à la même époque le mot engurie (ce mot était d'ailleurs dans le Larousse édition 1900).
- En Espagne ou au Portugal, elle porte le nom de gila.

Le citre est également appelé « pastèque à confiture » ou « pastèque blanche ».

## Nomenclature et étymologie
Nombre de botanistes et d’agronomes ont longtemps cru que la pastèque (Citrullus lanatus) cultivée à chair sucrée et rouge descendait d’un melon sauvage (nommée la tsamma) du désert du Kalahari, utilisée par les Bushmen (San) comme source d’eau et d’aliment (Pitrat & Foury, 2003). Mais les recherches en phylogénie moléculaire de Chomicki, Renner et al, (2015-2021) ont rebattu les cartes de la nomenclature, en montrant que la tsamma était une autre espèce à part entière de Citrullus et que l’origine de la pastèque se trouvait probablement au Soudan et en Égypte.
L’espèce qui avait été décrite et nommée Citrullus amarus par le botaniste allemand Heinrich Adolph Schrader en 1836 (dans Enumeratio Plantarum Africae Australis Extratropicae 2: 279) fut considérée comme valide.
Le nom de genre Citrullus est un nom latin, diminutif de citrus « cédrat, cédratier » .
L’épithète spécifique amarus est un mot latin ămārus, a, um signifiant « amer » .
Le nom vernaculaire français gigérine est dérivé de Gigéri l'ancien nom (datant de l'ère coloniale) de Djidjelli (ou Jijel), ville de Petite Kabylie en Algérie, de même que barbarine est dérivé de Barbarie (voir figue de Barbarie), Gigéri se trouvant en Barbarie.

## Synonymes
Selon WFO, le nom valide (accepté) Citrullus amarus Schrad. a pour synonymes (botaniques):    
- Citrullus caffer Schrad.
- Citrullus lanatus var. caffer (Schrad.) Mansf.
- Citrullus lanatus var. citroides (L.H.Bailey) Mansf.
- Citrullus vulgaris var. citroides L.H.Bailey

Ce dernier synonyme est l'ancien nom accepté de la plante.

## Description
L’espèce est une plante herbacée annuelle. Les tiges peuvent ramper au sol ou parfois grimper sur un support, elles font de 50 cm à 3 m de long, plutôt fermes et robustes, pourvues sur les parties jeunes de longs poils blanchâtres, jaunâtres à brunâtres, et de vrilles à 2-3 branches à l’aisselle des feuilles,.
La feuille comporte un pétiole velu, jusqu’à 150 mm de long et un limbe ovale à 3-5 lobes, de 60–200 mm de long sur 40–150 mm de large, légèrement sinués-lobulés, hirsute sur la face inférieure, hispide sur les nervures, glabre ou scabre sur le dessus, avec des points translucides.
Les fleurs apparaissent à l’aisselle des feuilles, à l’opposé des vrilles. Comme elles peuvent être mâles ou femelles et se trouver sur la même plante on parle de plante monoïque. La fleur a un hypanthium largement campanulé, 5 sépales lancéolés, de 3–5 mm, 5  pétales jaunes obovales-oblongs à largement oblancéolés, de 7–16 mm.
Le fruit est une grosse baie, verte, globuleuse à ovoïde, marbrée de rayures plus pâles, jaunâtres à blanchâtres, de 25–25 cm de diamètre ; la chair pleine de graines est dense, amère ou fade.
L’écorce du fruit mûr est glabre et lisse, dure mais non ligneuse. Dans les formes sauvages, l’écorce est pâle ou gris-vert, généralement marbrée de bandes longitudinales irrégulières vert foncé ou gris-vert. Dans les formes cultivées, l’écorce est souvent concolore jaunâtre à vert pâle ou vert foncé, ou marbrée de vert plus foncé, ou marbrée d'une teinte plus foncée. La chair de la forme sauvage et de certaines formes cultivées (pastèque citronnée) est ferme et assez dure, blanche, blanc-vert ou jaunâtre. La chair de la forme cultivée est de texture quelque peu spongieuse mais très juteuse et douce, rose à rose rouge vif.
Les graines de 7–15 mm, sont beiges ou verdâtres, ovoïdes ou oblongues-ovoïdes.
Chaque plante peut donner de 3 à 7 fruits.
En Afrique australe, la période de floraison de Citrullus amarus s'étend principalement de janvier à avril et la période de fructification de février à mai. Les années sèches ou pluvieuses influenceront la floraison et la fructification.
En France, les fruits se récoltent tard dans la saison, juste avant les premières gelées et continuent à mûrir après la cueillette, ce qui permet de faire les confitures en hiver.
Les pépins sont rouges ou verts en fonction de la sous-variété, qui influe également sur la forme, l’aspect et la consistance du fruit, mais aussi sur la forme du feuillage.

## Variétés
- ronde à graines rouges (2 à 4 kg)
- allongée à graines vertes (5 à 15 kg)
- à graines orange

## Distribution et habitat
Selon POWO, l’aire de répartition d’origine est l’Afrique australe : Botswana, Province du Cap, État libre, KwaZulu-Natal, Lesotho, Namibie, Provinces du Nord, Swaziland.
L’espèce a été introduite en Arizona, Californie, Floride, Nevada, Nouveau-Mexique, Texas et l'ouest du Mexique où elle s'est naturalisée.
Elle pousse dans les broussailles, principalement dans les sols sablonneux, souvent le long des cours d’eau ou à proximité de l’eau.

## Culture
En France, on sème les graines en intérieur en avril, pour les planter en extérieur en plein soleil après les saints de glace. Comme toutes les cucurbitacées, la gigérine est une plante gourmande en eau et en nutriments. Elle a besoin d'un sol profond pour mieux résister aux fortes chaleurs de l'été.
L'espèce est coureuse (jusqu'à quatre mètres) et il convient de laisser au moins un mètre d'espace entre chaque plant.
Les premiers fruits n'apparaissent que trois mois après le semis soit en juin ou juillet.

## Utilisation

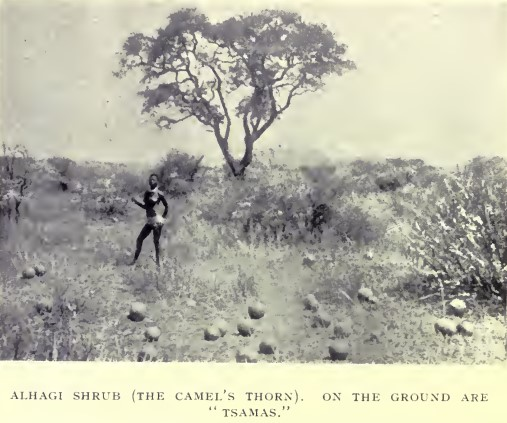
Tsamma poussant dans des buissons épineux d'Alhagi maurorum (Fabaceae), Afrique du Sud-Ouest (avant 1915)

Un observateur européen durant l’occupation allemande de l’Afrique du Sud-Ouest (1884-1914) indiquait que le sud du désert du Kalahari « est habité par des bandes itinérantes d'indigènes ... qui vivent du melon Tsamma, dont ils extraient l'eau pour la boire et dont ils broient les pépins pour en faire une sorte de café ».
Le peuple San a développé un savoir très intime du milieu sableux du Kalahari dans lequel ils vivent. Ils savent pratiquer de longues traques du gibier avec leurs petits arcs. La saison de chasse serait impossible sans l’apport d’eau fournie par les melons tsamma durant ces longues poursuites. Ce gros fruit est particulièrement précieux car ses graines sont aussi très nourrissantes. Elles sont grillées et mangées seules ou moulues en farine.
Il existe deux formes biochimiquement différentes, toutes deux à chair blanchâtre, l'une avec l'élaterinide amer (karkoer, bitterboela) et l'autre sans (tsamma). Ces deux formes ne peuvent être distinguées que par le goût, par leurs degrés d'amertume. Apparemment, le fruit peut aussi avoir un goût aigre mais toujours rafraîchissant à manger. Les agriculteurs d'Afrique australe ont remarqué que le tsamma comestible, à chair douce mais à écorce amère, est présent principalement dans la région du Kalahari en Namibie, au Botswana et au Cap Nord, alors que le karkoer amer ou bitterboela se trouve généralement ailleurs, souvent comme mauvaise herbe dans les terres anciennes, en particulier dans le Nord-Ouest, l'État libre, le Cap occidental et les parties sud du Cap Nord. Apparemment, les animaux sauvages, les bovins et les moutons mangent ce fruit amer ; cependant, il existe une forme avec de petits fruits et une écorce noueuse qui est toxique pour les moutons.
En Afrique australe, l’espèce était cultivée avant l’époque coloniale. Elle continue à être semée avec d’autres cultures telles que le sorgho et le maïs. Les jeunes feuilles et fruits tendres sont cuits comme légumes verts, tandis que la chair du fruit peut être cuite sous forme de bouillie avec de la farine de maïs. C'est également un aliment précieux pour le bétail, surtout en période de sécheresse.
Les fruits connus sous le nom de makataan, dans la langue tswana d’Afrique du Sud, fruits d’un cultigène plus gros que les tsamma, sont appréciés pour faire de la confiture ou des conserves. La chair située juste en dessous de l’écorce est coupée en carrés et utilisée pour préparer ce qu'on appelle le makataankonfyt. Le fruit du makataan peut également être mariné.
Jusqu'à 40 fruits ont été comptés sur une plante sauvage ; leur masse moyenne était de 1,3 kg. Pour certains Bushmen (San) et animaux du Kalahari, les tsamma étaient leur seule source d'eau pendant des mois pendant la saison sèche ; il n’était pas possible de vivre en permanence au Kalahari sans cela. Autrefois, il était presque impossible de voyager dans le désert du Kalahari, sauf pendant une bonne année de tsamma
La forme à chair douce est cultivée depuis longtemps hors d’Afrique du Sud. En France, lors de la plantation et dans les jours suivants, il convient d’arroser mais uniquement jusqu’à ce que la plante se soit bien enracinée. Après, elle supportera les épisodes de sécheresse à condition d’avoir un bon paillage du pied et des arrosages malgré tout réguliers même s’ils doivent rester modérés.

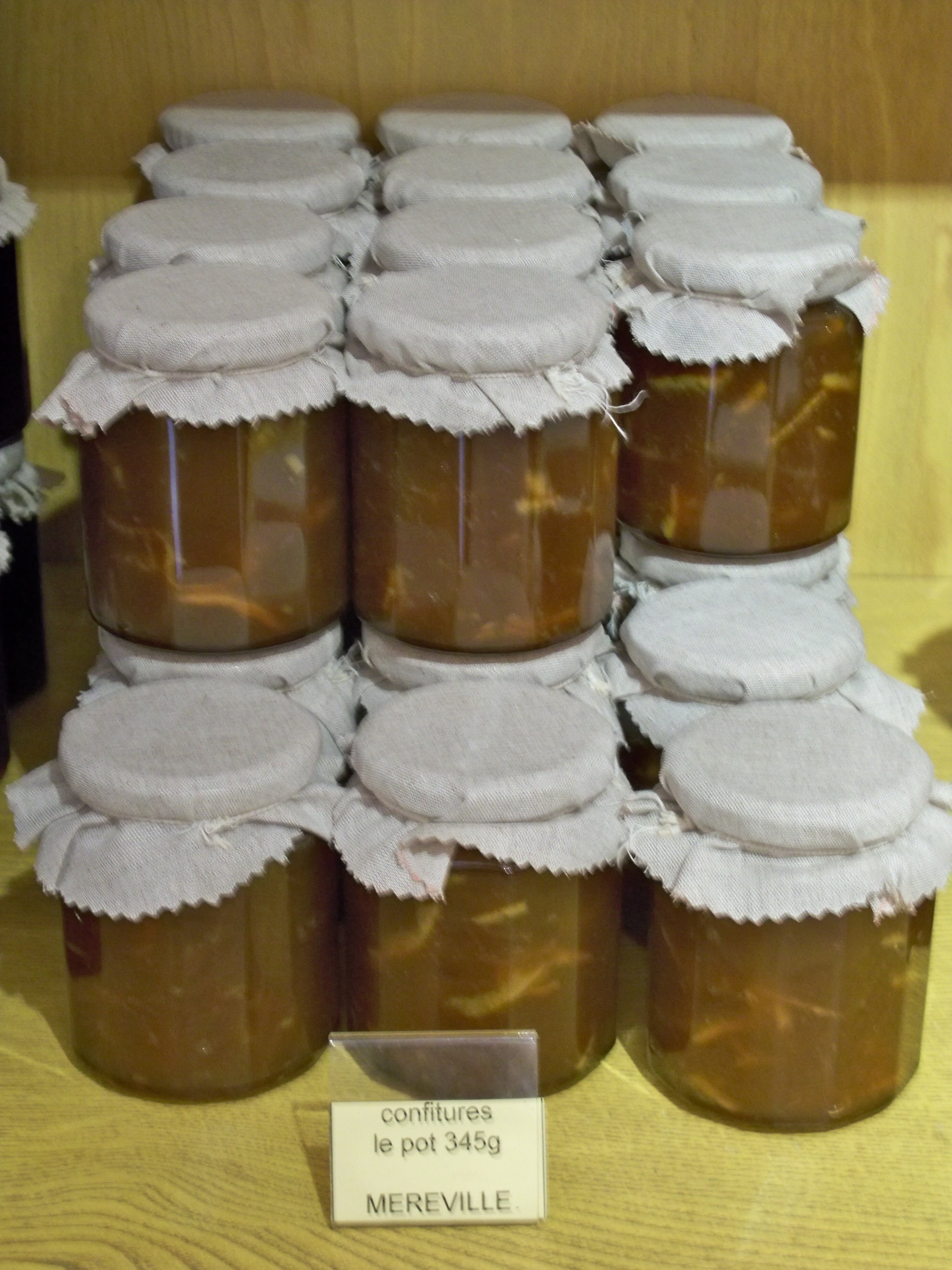
Confiture de melon d'eau (de méréville)

Elle produit un fruit, qui n'est pas comestible cru, mais uniquement cuit sous forme de tartes, confiture de pastèques, gelées ou fruits confits car la gigérine contient beaucoup de pectine. La chair de la gigérine étant assez fade, on aromatise les confitures avec au choix: du cognac ou du pineau (dans les Charentes), de la vanille, du zeste de citron, de la cannelle ou de la badiane. On peut aussi en faire de la gelée ou des fruits confits. En Provence, la confiture fait partie de la table des 13 desserts servis à Noël.
La gigérine est également utilisée pour l'alimentation du bétail.
Les graines plates et brunes ont une valeur nutritive bien plus élevée que la chair et ont un bon goût de noisette. Elles sont riches en vitamine C, minéraux, lipides, amidon et de riboflavine. Elles peuvent être séchées, rôties et consommées telles quelles ou moulues en farine pour faire du pain.